# Francesc Vicent Doménech
Francesc Vicent Doménech   (Castelló de la Plana, 28 de setembre de 1935 - Castelló de la Plana, 5 de desembre de 2004), conegut amb el sobrenom de Quiquet de Castàlia, va ser un periodista valencià pioner, als anys seixanta i setanta del segle xx, de la introducció del valencià en àmbits com ara el món de la ràdio de Castelló, les festes de la Magdalena o les de la Mare de Déu del Lledó, Patrona de la ciutat.
Va treballar com a cap de premsa de la Caja Rural Provincial de Castelló, després anomenada Caja Rural Credicoop, durant catorze anys, des de l'1 de juny juny de 1982, fins a l'1 d'octubre del 1996, durant el període de Ramon Oñate Revest com a director general de la caixa.

## Biografia[calcitació]
Els avis materns de Francesc Vicent van ser Teresa Reboll Borga i Francisco Doménech Pastor, conegut com a Quico, un agent comercial de comestibles, vins i sabons, i consignatari de la línia de vaixells mercants Castelló-Barcelona. En la dècada dels anys trenta del segle xx va ser secretari de la junta del Club Deportivo Castellón, i poc després president del club de futbol, en època d'amenaça de tancament (per sanció federativa)
En una època on a les emissores de ràdio la presència del valencià, de la llengua catalana, no era gens grata a les autoritats franquistes, el programa Castelloneries, dedicat a les festes i a la cultura tradicional de la ciutat i les comarques castellonenques, va ser el pioner de la ràdio en valencià a Castelló. A més, Quiquet de Castàlia va ser un ciutadà actiu en l'organització esdeveniments festius i culturals de la ciutat de Castelló, tant en les festes de la Magdalena com en les festes de carrer o les patronals, dedicades a la Mare de Déu del Lledó i a Sant Cristòfol i va tenir igualment una gran intervenció en la recuperació de costums i tradicions. El seu treball per la revalencianització lingüística i referencial d'aquests esdeveniments castellonencs va ser constant.
L'ambient profundament castellonenc de sa casa familiar, fill d'un cofundador de la gaiata 2 i net d'un expresident del CD Castelló, era indici que Francesc Vicent Doménech dedicaria un gran interés al món de les tradicions i la festa. El 1957 va ser redactor del setmanari La Plana i col·laborador de la gaiata 1, on la seua labor podia anar des de vendre loteria fins a col·laborar all llibrets de la gaiata. El seu primer article publicat, titulat "Males llengües" i signat com a "Francés de Castàlia", va aparèixer quan tenia 17 anys al llibret del sector 1, el 1953. Al llibret de la gaiata 8 del 1959 es va publicar un sainet en un sol quadre, Cudolaes, amb una escena de la vespra de la Romeria de les Canyes, on apareix el personatge de Quiquet de Castàlia.

## Primera trajectòria radiofònica: DeFestaaGaiata
Al juliol del 1961, Paco Vicent va ser requerit per a integrar l'equip humà que va posar en marxa La Voz de Castellón (EFE 19), emissora radiofònica de la Red de emisoras del Movimiento (REM, antecessora de Radiocadena Española). Fins al 29 d'octubre del 1962, a La Voz de Castellón Francesc Vicent va realitzar entre altres produccions, Festa, un programa setmanal sobre temes de les festes de la Magdalena, en castellà i amb algunes seccions en valencià, com ara els diàlegs costumistes escrit per Josep Barberà Ceprià; Pan y Toros, programa taurí, en col·laboració amb Rafael Roca; i Café, copa y puro, programa de sobretaula dels diumenges.
A Radio Castelló SER EAJ-14, va començar a col·laborar el 1964, va tindre el carnet d'informador número 3. Francesc Vicent hi va començar coma col·laborador de continuïtat de l'emissora. En aquesta ràdio va fundar i va conduir, el 1963, el programa Castelloneries. Va ser aquest espai un generador, entre tots els sectors socials, de la recuperació de la consciència pròpia del poble castellonenc.
El mateix Paco Vicent va realitzar gravacions, en nombroses poblacions castellonenques, de testimonis de persones i de costums i festes, col·laborant també a la gradual recuperació del valencià, com a llengua de comunicació en la ràdio. Era l'època en què creixia la popularitat del seu pseudònim, Quiquet de Castàlia, nascut en els temps de La Plana, amb el que firmava una columna magdalenera titulada “Comprimits festers”.
Fundat el 1945 a Radio Castellón SER, el programa radiofònic degà sobre les festes de la Magdalena va ser Gaiata. Quan Salvador Bellés va cessar, a mitjan dècada dels seixanta del segle xx, en la seua funció de realitzador i guionista de la revista sonora Gaiata, en Ràdio Castelló, Paco Vicent va passar a fer-se càrrec de les seues funcions durant una llarga etapa, fins al 1971.

## Trajectòria periodística:Mediterráneo,La Vanguardia, Cicerón castellonense, Obra, Castellón DiarioiEl Mundo-Castellón al día
En la dècada dels setanta va obtenir el carnet professional de redactor de ràdio i televisió nº 4440-R, així com el carnet nº 2089 de membre de l'Asociación Nacional de Radio y Televisión. En el diari Mediterráneo, dirigit en diverses etapes per Jaime Nos, va col·laborar assíduament, de la mà de Gonzalo Puerto Mezquita i de José María Marcelo, amb articles sobre festes i cultura popular castellonenca.
Francesc Vicent va ser el corresponsal a Castelló de La Vanguardia, des del 1964 fins al 1980, diari per al qual redactava, gairebé a diari, articles breus sobre notícies produïdes a les comarques castellonenques. Aquelles col·laboracions es pagaven a 250 pessetes cadascuna.
Al setmanari Cicerón castellonense, fundat el 1968 per Luis Jaraba Sanz, Francesc Vicent va crear la secció Volaorets, iniciada al número 98 (8-09-1969) i s'hi va mantenir fins al febrer del 1974. Eren articles, en castellà, signats amb el pseudònim Fravido, sobre "el discurrir de la historia, el valor de unas costumbres, o el mundillo de nuestras queridas gentes de la vila i ravals de Castelló".
També va ser redactor del Semanario Obra, de Castelló, i posteriorment, durant diversos anys, a més cap de publicitat i polivalent redactor. Aquesta vinculació a Obra va quedar en suspens en l'estiu de 1982, quan va acceptar l'oferta laboral de Caixa Rural Provincial, per crear el seu gabinet de difusió (relacions amb els mitjans informatius).
A Castellón Diario, Francesc Vicent va realitzar la secció dominical "Tot d'ací" (en castellà) des del 8 de novembre del 1992 fins al 7 de setembre del 1997, durant gairebé cinc anys. Tres dies després, el 10 de setembre del mateix 1997 es va publicar el darrer número del diari, editat per Castellón editorial.

## El programaCastelloneries(1965-1983) de Ràdio Castelló
Castelloneries fou un programa de Ràdio Castelló (EAJ-14) de la Cadena SER, que s'emetia setmanalment, cada dissabte, i es va mantenir en antena, ininterrompudament, del 25 d'abril de 1965 al 10 de desembre de 1983, amb guió i direcció de Francesc Vicent Doménech, Quiquet de Castàlia (Castelló de la Plana, 1935-2004), que va ser el realitzador del programa durant divuit anys i tres mesos, des del número 1 fins al 943 (període 24-4-1965 al 30-7-1983).
Pilar Alfonso Escuder va rellevar el fundador del programa durant quatre mesos, des del programa 944 fins al 962, quan es va acabar (període al 6-8-1983 al 10-12-1983). Segons la careta de presentació, s'hi pretenia exaltar «la història, la tradició, els hòmens i les terres de Castelló i les seues comarques». El programa va nàixer en 1965 com un espai bilingüe, en castellà i valencià, però en els anys setanta va esdevenir un programa informatiu i cultural en valencià.
Escriptors castellonencs clàssics del segle XX
Especialment, als anys setanta, el programa va contribuir a millorar la valoració de l'obra d'escriptors castellonencs com ara el narrador Josep Pascual i Tirado (Castelló, 1884-1938); el poeta Bernat Artola i Tomàs (Castelló, 1904- Madrid, 1958), el millor poeta valencià des d'Ausiàs March; el dramaturg Josep Barberà i Ceprià (Benicàssim, 1908-Castelló, 1977) i el pedagog i escriptor Enric Soler i Godes (Castelló, 1903- València, 1993)
La sèrie radiofònica sobre la novel·la Tombatossals (1930), de Josep Pascual i Tirado, realitzada per a Castelloneries per Josep Miquel Francés Camús i Vicent Baldayo Adsuara, va ser emesa en 1977 i 1978, i reposada en 1980. Al programa es va fer campanya perquè el llibre fos de lectura per als alumnes dels col·legis de Castelló.
Cal fer esment del paper determinant del periodista i escriptor Francesc Vicent en l'aparició pública del poeta Miquel Peris Segarra (Castelló, 1917-1987). En 1965, a Castelloneries, el mateix Peris va oferir una sèrie de lectures de composicions poètiques, en una etapa de provatures literàries, marcades per la seua col·laboració en el món de les festes de la Magdalena, font directa d'inspiració dels seus primers poemes.
Homenatges i commemoracions
El programa va comptar amb edicions extraordinàries d'homenatge a artistes castellonencs, com ara els pintors Vicent Castell Doménech, (programes 310 al 320, en 1971), Joan Baptista Porcar (programes 485 i 487, en 1974), Gabriel Puig Roda (programes 748 i 749, en 1979), el músic Josep Garcia Gómez (cada juliol, en l'aniversari de la seua mort), l'escriptor Àngel Sànchez Gozalbo, en 1979, o artistes vinculats a les festes de la Magdalena, com ara Rafael Guallart, Miquel de Sanmillan o el dolçainer Josep Maria Illescas.
També el seté centenari de la mort del rei Jaume I va comptar amb una commemoració important, amb una sèrie d'espais que es van emetre des del programa 588, en 1976, fins al 600, a principis de 1977.
Col·laboradors del programa
En el programa Castelloneries es va iniciar en el món del periodisme autors novells, com ara els historiadors Antoni Josep Gascó Sidro que va oferir una «Història i anecdotari del Teatre Principal de Castelló», entre 1971 i 1973; o Josep Miquel Francés, coordinador de la secció «Contalles de la Terra»; Joaquim Campos Herrero, coordinador de «Peiró», entre 1975 i 1981, sobre el món de les ermites, santuaris i la religiositat catòlica popular; així com l'escriptor Tomàs Escuder Palau, que va oferir la secció «A cau d'orella», en 1979 i 1980.
Entre les sèries de divulgació històrica escrites per Francesc Vicent cal destacar la titulada «Castelló, anys quaranta», iniciada en el programa 318, i que es va acabar en el programa 424, en 1973. Es tracta d'un molt complet retrat literari de la vida i els personatges d'una època, amb trenta-tres capítols. Un autèntic text literari que roman inèdit.
El valencià a Ràdio Castelló
El programa va ser pioner en la utilització de la llengua catalana a la ràdio feta des del País Valencià. «Castelloneries i la nostra dolça parla», en 1972, va ser la primera secció fixa en valencià amb què va comptar el programa. S'hi van difondre textos com ara «El riu Millars» d'Emili Beüt i Belenguer (programa 346), un conte del llibre De la meua garbera, de Josep Pascual Tirado (programa 347) i Cant i encant de Benassal, de Carles Salvador i Gimeno (programa 349). Aquest inici donaria pas després a la secció «Contalles de vila i ravals» (conduïda per Josep Miquel Francés Camús), que va oferir, entre 1974 i 1977, bona part dels contes del llibre De la meua garbera (1935) de Pascual i Tirado; Trencs, moradures i verducs, autobiografia del pintor Joan Baptista Porcar, o contes dels prosistes castellonencs Salvador Guinot Vilar o Serafí Salort.
El programa 599 de Castelloneries va ser el primer mitjà on es va donar a conèixer, en 1976, l'obra teatral El Betlem de la Pigà, la primera versió de la qual va ser escrita en 1975 per Miquel Peris i Segarra, per encàrrec de la compositora Matilde Salvador i Segarra. autora de la música de les nadales.
«Teatre valencià»
El programa Castelloneries va ser també pioner en la difusió del teatre valencià de sainet o comèdia costumista. En el programa 182, en 1968, es va crear la secció «Radio teatro valenciano» que va oferir una obra de Paco Comes. Però va ser l'obra teatral de Josep Barberà i Ceprià la que va comptar amb la major difusió radiofònica. Ja el 1969 el programa va ser el primer a emetre l'obra inèdita Les minses del raval, premiada en 1968 al Certamen Literari de la Magdalena.
L'obra Del meu raval, la més coneguda de Barberà, es va emetre en tres ocasions, en 1978, 1980 i 1981. Barberà i Ceprià va ser també un prosista col·laborador del programa, en ocasions extraordinàries. De fet el programa d'homenatge a l'autor teatral, davant la seua mort en gener de 1977, va ser guardonat amb el premi «Ciutat de Castelló» de periodisme.

Informació sobre les festes de Castelló
Castelloneries va ser el millor mitjà de comunicació sobre el món de les festes de Castelló, especialment des de finals dels anys seixanta. Així, per exemple, la recuperació de la festa de Sant Cristòfol, en 1968, va ser un objectiu impulsat per Francesc Vicent, des del seu programa de ràdio. Les festes del carrer Sant Blai, van ser àmpliament tractades, especialment des de 1972. La crisi de la part costumista del Corpus va ser també motiu de crítica constructiva en el programa, especialment en 1973, 1977 i 1979.
Les festes de la Mare de Déu del Lledó, patrona de Castelló, van comptar amb un procés evolutiu a l'alça, des de 1970, gràcies en bona part a l'esforç de Francesc Vicent i d'amics, membres de la següent generació, com ara Josep Miquel Francés Camús, Miquel Soler Barberà i Joaquín Campos Herrero. Tots tres, curiosament, van ser col·laboradors del programa radiofònic. Les celebracions extraordinàries del Cinquantenari de la Coronació de la patrona de Castelló, en 1974, van ser tractades en vuit programes, entre el primer, el 461, i el darrer, el 486.
Cada més de juliol, es va dedicar atenció especial a les festes de l'ermita de Sant Jaume de Fadrell. També la campanya per la rehabilitació de l'ermita de Sant Francesc de la Font va comptar amb un important suport en el programa, en 1975 i 1976.
Per la secció «Micrófono madalenenc», creada en 1971 (programa 335) van passar bona part dels presidents de les gaiates de tota una època. Les celebracions de la Germandat dels Cavallers de la Conquesta van comptar amb un complet seguiment.
Castelloneries també va tenir una dedicació a temes de les comarques de Castelló. Ja des dels inicis, en 1965, va existir la secció «Pla i muntanya», per a informacions comarcals. El calendari festiu de L'Alcora, o d'Atzeneta, els Aplec de la Plana i els Aplec dels Ports, els Pelegrins de les Useres, el Cau de l'Art, de Llucena, el Certamen Internacional de guitarra "Francesc Tárrega" de Benicàssim les activitats culturals de Nules, el Sexenni de Morella o les festes d'Almedíxer va ser qüestions culturals àmpliament tractades en el programa.

Algunes seccions del programa
La secció d'entrevistes «Castelloneries pregunte, la ciutat conteste i vostés escolten», es va iniciar en el programa 321, en 1971, i es va mantenir fins al final de les emissions.
«Templete de la Música», que va canviar de nom a «Templete de Ribalta», en el programa 325, l'any 1971, va ser també una secció molt present en tota la trajectòria de Castelloneries. Estava dedicada a la difusió de música de banda, especialment de pasdobles, molts dels quals es van estrenar radiofònicament en el programa.
Els Llauradors ha estat el conjunt musical castellonenc més present en el programa Castelloneries. Des de la seua fundació, en 1968, com a Rondalla Típica Castellonenca, en les festes de Sant Cristòfol, el programa va tractar àmpliament les seues noves cançons, l'aparició dels seus discos o la participació en la Serenata a la Mare de Déu del Lledó, des de la fundació de l'acte en 1970.
La història de la reconstrucció de l'ermita de Sant Francesc de la Font, de Castelló de la Plana, va ser una de les campanyes més importants de Castelloneries en defensa del patrimoni artístic de Castelló, des dels inicis de la reconstrucció, gràcies a la iniciativa de la Germandat dels Cavallers de la Conquesta, al maig del 1975; el descobriment de les pintures murals barroques, al juny del 1975; i l'inici de la restauració de les pintures, al juny del 1976, fins a la inauguració de l'ermita reconstruïda, el 9 d'octubre del 1976
Sintonies del programa
Van ser compostes pel músic Josep Gargori Vicent, que va realitzar un arranjament per a banda de danses del Corpus castellonenc. La primera sintonia de Castelloneries data del inicis del programa, de 1965.
La segona sintonia es va compondre el 1972, i es va estrenar al programa 360.
La tercera sintonia de Castelloneries, va ser estrenada al nº 500, el 1975, en el desé aniversari del programa.

Premis al programa
- Premi Pàtria de la Fundació Huguet 1970.[cal citació]
- Premi de periodisme "Ciutat de Castelló", 1977, pel programa 601, dedicat a l'escriptor Josep Barberà i Ceprià[13]
- Premi de periodisme "Ciutat de Castelló", 1978, per la sèrie Tombatossals.[cal citació]

## Trajectòria en el món de les festes de Castelló[calcitació]
Col·laborador de llibrets de gaiata, des de 1953. Va col·laborar en la gaiata 1 durant sis anys.
Primer soci de mèrit de Casa València a Barcelona a Barcelona (distinció concedida el 1969).
Membre actiu de la Junta Central de Festes de la Magdalena del 1964 al 1971, on va exercir els següents càrrecs: delegat del subgrup el Maestrat, al Pregó del 1963; secretari de la Junta (1969), en el vint-i-cinc aniversari de la renovació de les festes; delegat de cases regionals; relacions públiques, i membre de la comissió d'enllaç amb les gaiates, amb José Bonet i Manuel Sanz.
Insígnia d'Or de la Germandat dels Cavallers de la Conquesta, entitat on va ostentar la troba 136, corresponent a Ximén d'En Carròs, un saxó que va participar en les conquestes dels regnes de Mallorca i de València per part del rei Jaume I.
El 1978 el president de la Junta Central, Miquel Mulet i Ortiz, va proposar Francesc Vicent per a la delegació de relació amb els mitjans de comunicació. L'oposició per part de regidors de l'Ajuntament de Castelló i del diari Mediterráneo va fer que Mulet li proposés, com a alternativa, fer-se càrrec de la delegació de cases regionals. Davant el boicot, Quiquet no va acceptar i va dimitir com a membre de la Junta Central de Festes.
L'autoria de Festapèdia és deguda a les aportacions dels arxius de dos grans castellonencs, Francesc Vicent Doménech, "Quiquet de Castàlia" i José Prades García, posseïdors de documentació molt completa sobre la història de les festes de Castelló. En el futur Festapèdia podria ser coneguda amb el nom de «diccionari enciclopèdic Prades-Vicent».

## Creació dels noms dels sectors gaiaters
En el començament de la dècada dels anys 70, un grup de presidents entusiastes i trencadors –en el sentit més positiu de la paraula– es reuniren amb Francesc Vicent, Quiquet de Castàlia, que havia deixat de ser membre de la Junta Central després de sis anys de dedicació. Francesc Vicent va esdevenir una veu de referència en el món de la cultura festiva de Castelló. Amb les propostes de Quiquet de nous noms per als sectors es va impulsar el canvi. Les noves denominacions dels sector de gaiata van anomenar també butlletins informatius de diversos sectors. Cal recordar, per exemple, Brancal de la gaiata 1; Avant de la gaiata 6; El Toll de la gaiata 10 i Forn del Pla del sector 11.
Noms fonamentats en el nucli urbà de Castelló
Sense deixar la numeració, es va optar per rescatar de l'oblit lloc típics de cada sector. Així sorgiren noms tan suggeridors com els de Brancal de la Ciutat per al sector número 1. El brancal o llindar indica l'accés a un lloc. Fadrell va ser el nom triat per al sector número 2. Fadrell és el nom d'una partida del terme de Castelló. De la moderna plaça Fadrell partien antics camins de l'horta, vora la Séquia Major.
Porta del Sol el nom del sector 3. El nom tradicional de la plaça va mantindre la popularitat, a pesar d'una altra denominació oficial du- rant el franquisme. El nom prové d'una de les portes de la muralla medieval, situada a l'extrem sud del carrer Enmig.
L'Armelar va ser la denominació designada per a la gaiata 4. Un antic camp d'ametlers s'estenia per aquella zona perifèrica, vora l'Hospital Provincial.
Hort dels Corders va ser el nom triat per al sector 5. L'antic gremi dels corders era l'encarregat d'elaborar el cànem. Així, la gaiata 5 es denomina Hort dels Corders com a homenatge a l'espai urbà més emblemàtic del sector, dedicat a la manufactura d'aquella planta herbàcia.
Farola-Ravalet és el nom del sector 6. El nom prové d'unir l'element més emblemàtic, el fanal modernis- ta de la plaça Independència, amb el nom de l'antic barri, creat a partir del nucli de l'actual plaça Tetuan.
La denominació del Cor de la Ciutat per al sector 7 era descriptiva del districte o barri de Santa Maria, tal com era conegut especialment a partir del segle xix.
Portal de l'Om era la denominació d'un antic portal de la muralla, situat a l'extrem sud del carrer Major, amb obertura a l'actual plaça de la Pau. La denominació del sector 8 fa referència a un arbre emblemàtic, que estava situat vora aquell portal.
El Toll és el nom del sector 10. En el subsòl de l'actual plaça Maria Agustina es bifurcava la Séquia Major i la de Coscollosa. El Toll és una denominació popular de la confluència d'aigües en aquell espai, que només va quedar inclòs dins de la muralla al segle xix.
Forn del Pla és la denominació del sector 11. El nom va ser el primer nom tradicional que es va emprar oficialment en el llibret d'una gaiata, des de principis dels anys seixanta. El forn del Pla, situat on ara està el col∙legi bisbe Climent, havia estat fundat, en el segle xviii, per aquest prestigiós eclesiàstic d'origen castellonenc, que va ser bisbe de Barcelona.
El nom amb un punt de coentor de ‘Caserío Marítimo' va ser substituït pel de Grau de Castelló, en el nom del sector 12, als anys 70.
La gaiata 14 és la Castàlia. Els promotors van optar per referir-se al monument emblemàtic del barri. Per això el símbol de la gaiata és la torre Marató, imatge principal de l'estadi de futbol del club esportiu castellonenc.
La gaiata 15 és la Sequiol. De nou un històric espai, el camp de futbol del Sequiol, va servir per identificar un sector. L'emblema de la Panderola va ser un altre encert de la comissió, perquè podríem dir que aquell barri va créixer a partir de l'eix de l'entranyable tramvia de la Plana.

Noms fonamentats en partides del terme
La gaiata 9 rep el nom d'Espartera, en referència un teixit també utilitzat a Castelló, com el cànem, en la fabricació de cordes, espardenyes i uns altres productes.
Censal, que caldria escriure amb ce i no amb essa, "Sensal", tal com ara fa la comissió del sector, erròniament, ,és el nom del sector 13, fundat el 1982. Es tracta de la denominació d'una partida del terme de Castelló. El nom de Censal prové de cens, que era el nom de la prestació que cobrava el propietari d'un camp, cedit en domini útil o emfiteusi a un llaurador.
Rafalafena és el nom d'una altra partida del terme de Castelló, és la denominació del sector 16. El nom ve de la paraula del català medieval rafal, que era una casa de camp amb un hort no gaire gran.
Tir de Colom és la denominació del sector 17. Novament es va optar per referir-se a un espai de la història urbana de Castelló.
Crémor va ser el nom triat per al sector 18. Aquell barri vora el Riu Sec, que tenia com a eix el camí dels Mestrets o camí Crémor. La denominació recordava el crémor tàrtar, unes pólvores blanques producte de la fermentació del raïm. El crémor tàrtar és l'àcid tàrtric o bitartrat de potassi, conegut també popularment com a pedra de vi.
La Cultural, el nom de la comissió de la gaiata 19, recupera amb encert la història de l'associació Cultural Deportiva, i del seu camp esportiu, on els joves del barri passaven les hores de temps lliure dels anys 40 i 50 del segle xx.

## L'arxiu de Quiquet de Castàlia
L'arxiu de l'escriptor i periodista Francesc Vicent Doménech es conserva al Fons Quiquet de Castàlia de la Universitat Jaume I, a l'arxiu sonor digital de Castelloneries del Repositori de la Universitat Jaime, mentre que els guions de Castelloneries es guarden a l'Arxiu històric de l'Ajuntament de Castelló de la Plana. La seua biblioteca sobre temes de les comarques de Castelló ha passat a formar part de l'Arxiu de la Diputació de Castelló.
L'arxiu de Quiquet de Castàlia inclou més 700 registres sonors, els guions de 500 programes de Castelloneries, 5.000 fotografies. Entre les singularitats, podem destacar el fons musical del dolçainer José Maria Illescas -que han passat a formar part de l'arxiu de la Colla de dolçainers i tabaleters de Castelló-, l'únic article que existeix sobre les tradicions de l'Advent a Castelló, la documentació sobre el final del tren de via estreta anomenat la La Panderola, programes de Festes de la Magdalena d'abans de la renovació de 1945, il·lustracions de Lluís Sales Boli, dissenys originals de Gaiata (monument), adhesius dels anys 60 de les Festes de la Magdalena.

Llegats de ciutadans
Ja que estem parlant de música, en l'Arxiu de Quiquet hi ha la partitura completa per a banda, amb totes les parts instrumentals, de Castàlia, de Daniel Fortea. Es tracta de l'única obra coneguda per a banda del gran guitarrista castellonenc. Sobre temes literaris, els inicis poètics de Miquel Peris Segarra hi són documentats, amb inèdits com ara el text La Conquesta, explicació en prosa del poema de Peris dedicat al rei Jaume I; els poemes de Miquel Mulet i Ortiz, prohom de la Germandat dels Cavallers de la Conquesta, als anys setanta del segle xx; o el recull del costumari i les memòries del castellonenc Joaquim Nos Lavall (Festes de la Magdalena, teatres, places de bous, pinars, campanes, avinguda Rei En Jaume, el riu Millars i Séquia Major) També hi cal destacar mecanoscrits originals d'obres teatrals i una crònica de l'escriptor Josep Barberà Ceprià sobre els records del dia de la Coronació de la Mare de Déu del Lledó, el 4 de maig de 1924, editada el 1983 per Francesc Vicent, al butlletí Lledó basílica, promogut per la Caixa Rural Provincial de Castelló.
Respecte a la història de la Magdalena, hi disposem de les memòries d'Antonio Pascual Felip, un del protagonistes de la renaixença de les festes de Castelló, a partir de 1945, autor de la denominació del Rotllo i Canya per a l'himne festiu o del Magdalena Vítol com a acte de cloenda de les Festes de la Magdalena.

Serenates del Lledó
La Serenata del Lledó, la ronda a la Mare de Déu en el primer dissabte de maig, es va iniciar en 1970. Així va començar una etapa, que va durar deu anys, en què Francesc Vicent va actuar com a guionista, presentador i coordinador general de l'acte. En el seu arxiu es conserven els guions originals d'eixa primera etapa, que inclouen acotacions sobre el transcurs de l'acte, a més d'escrits literaris originals i de partitures musicals.

## Selecció d'algunes publicacions[calcitació]
- 1976: «Presentació de l'acte d'exaltació de les festes de carrer (Sant Blai-76)», Castelloneries, 554, Arxiu Històric Municipal de Castelló, n/p.
- 1977 a: ↑«El Ayuntamiento, las danzas del Corpus y...», Mediterráneo, 14 de juny, p. 8.
- 1977 b: «Hoy a pesar de todo... ¿el gran olvidado?», Sant Cristòfol, festes de Castelló 1977: Germandat dels Cavallers de la Conquesta, 24 al 27 de juliol, s/p.
- 1979: «Enseñanza del valenciano. Actitudes colonizadoras-dominadoras por parte de castellanoparlantes», Castelló: llibret gaiata 3, s/p.
- 1983: «Castelloneries, primer programa que se emitió en valenciano», Radio Castellón. 50 aniversario, 1933-1983, Castelló.
- 1994: «José Gargori Vicent», Castellón Diario, 6 de noviembre, p. 17.
- 1995 a: «Castelloneries, año 1970: Recuerdos del homenaje tributado a la reina, Maria José Sancho, por el Círculo Juvenil San Pedro», Programa de festes de sant Pere, Grau de Castelló, p. 93-95.
- 1995 b: «Josep Miquel Francés i Camús», Castellón Diario, 4 de juny, p. 18.
- 1996: «Castelloneries, titular afortunado (programa de radio, revista magdalenera, nombre para pasodobles», Castellón Diario, 4 de febrer, p. 19.
- 2003: «Castelloneries: un antes y un después», Radio Castellón. 70 años de radio, p. 74.
- 2009: F. Vicent i M. Carceller: «Josep Barberà i Ceprià dins la cultura castellonenca». Pròleg dins Josep Barberà i Ceprià: Obra inèdita. Fundació Credicoop.